# Pseudomacrolobium mengei
Pseudomacrolobium mengei ist ein Baum aus der Familie der Hülsenfrüchtler in der Unterfamilie der Johannisbrotgewächse aus der Demokratischen Republik Kongo. Es ist die einzige Art der Gattung Pseudomacrolobium.

## Beschreibung
Pseudomacrolobium mengei wächst als Baum bis zu 20 Meter hoch. Der Stammdurchmesser erreicht bis zu 35 Zentimeter.
Die kurz gestielten Laubblätter sind paarig gefiedert mit 4–6 kurz gestielten, kahlen und papierigen Blättchen. Der Blattstiel ist 1–2 Zentimeter lang, die dünne, steife Rhachis 4–6 Zentimeter und die Blättchenstiele 5–7 Millimeter. Die eiförmigen bis elliptischen Blättchen sind ganzrandig und zugespitzt bis geschwänzt. Die Nervatur ist gefiedert und die Seitenadern laufen intramarginal zusammen.
Es werden end- oder achselständige, kleine Rispen gebildet. Die gestielten, fünfzähligen Blüten sind orange-gelb bis rötlich mit doppelter Blütenhülle. Es sind kleine Trag- und größere, außen rötlich behaarte, innen rötliche, fast kahle Vorblätter vorhanden. Die 5 eiförmigen Kelchblätter sind ungleich, 3 sind größer und frei, die anderen 2 sind fast bis zur Spitze miteinander verwachsen. 3 Kronblätter sind groß und kurz genagelt mit großer Platte, die anderen 2 sind klein und reduziert. Es sind 10–12 freie, lange Staubblätter vorhanden. Der oberständige, behaarte und kurz gestielte Fruchtknoten ist am Rand des schmal-becherförmigen und kahlen Blütenbechers angeheftet. Der Griffel ist lang, mit kleiner, kopfiger Narbe.
Es werden flache und kurz bespitzte, 12–18 Zentimeter lange und 3–4 Zentimeter breite, dicht und dünn, rötlich behaarte, dünn-gekammerte Hülsenfrüchte gebildet. Sie enthalten 1–3 ellipsoide, etwa 20–28 Millimeter große, etwas abgeflachte Samen.

## Taxonomie
Die Erstbeschreibung des Basionyms Berlinia mengei erfolgte 1925 durch Émile Auguste Joseph De Wildeman in Plantae Bequaertianae 3(1): 143. Die Aufstellung der neuen Gattung Pseudomacrolobium und die Umteilung zu Pseudomacrolobium mengei erfolgte 1952 durch Lucien Leon Hauman in Bull. Séances Inst. Roy. Colon. Belge 23: 477.
Ein Synonym ist Englerodendron mengei (De Wild.) Estrella & Ojeda

## Verwendung
Die Blätter können als Fischgift verwendet werden. Das rötliche Holz wird lokal verwendet. 